# Bart'as Lerr
Bart'as Lerr (armeniska: Բարթաս Լեռ) är ett berg i Azerbajdzjan, på gränsen till Armenien. Det ligger i den södra delen av landet, 300 kilometer sydväst om huvudstaden Baku. Toppen på Bart'as Lerr är 2 269 meter över havet, eller 319 meter över den omgivande terrängen. Bredden vid basen är 3,0 km.
Terrängen runt Bart'as Lerr är huvudsakligen bergig, men den allra närmaste omgivningen är kuperad. Närmaste större samhälle är Zängilan, 18,8 kilometer nordost om Bart'as Lerr.
Trakten runt Bart'as Lerr består i huvudsak av gräsmarker. Runt Bart'as Lerr är det ganska tätbefolkat, med 54 invånare per kvadratkilometer.